# A.J. van der Wiel
A.J. (Adrianus Jacobus) van der Wiel (2 januari 1915 – Barneveld, 6 augustus 1989) was een Nederlands onderwijzer en verzetsstrijder.
Van der Wiel richtte in juni 1941 in Kootwijkerbroek een verzetsorganisatie op. Hij verleende huisvesting aan onderduikers en vervaardigde sabotagemateriaal, en nam deel aan sabotageoperaties. In juli 1955 ontvingen hij en zijn naaste medewerker J. Bruinekreeft van prins Bernhard het Kruis van Verdienste.toegekend. In 1980 ontving hij het Verzetsherdenkingskruis.
In 2021 werd een straat in Barneveld naar hem vernoemd.